# SLAM-project
Het SLAM-project, dat opgestart is door Microsoft Research, richtte zich op het controleren van veiligheid van software door middel van "model checking"-technieken. Het is in Ocaml geïmplementeerd, en het is gebruikt om veel bugs te vinden in stuurapparaten voor Windows. Het is verspreid als onderdeel van de Microsoft Windows Driver Foundation development kit als de Static Driver Verifier (SDV).
SLAM gebruikt een techniek genaamd counterexample-guided abstraction refinement, die gebruikmaakt van steeds betere modellen van het programma dat wordt getest.
SLAM was oorspronkelijk een afkorting, maar de mensen van Microsoft vonden het te omslachtig om deze uit te leggen. Ze hebben toch de voorkeur gegeven aan het idee van de bugs in een programma te 'slammen", aldus een medewerker van Microsoft. Het stond waarschijnlijk voor "Software, Languages, Analysis, and Modeling." Microsoft heeft sinds deze uitspraak SLAM hergebruikt als "Social Location Annotation Mobile".